# ديم سقرلو
ديم سقرلو هي قرية في مقاطعة نير، إيران. عدد سكان هذه القرية هو 126 في سنة 2006.